# Chamaesphecia nigrifrons
Chamaesphecia nigrifrons is een vlinder uit de onderfamilie Sesiinae van de familie wespvlinders (Sesiidae). De wetenschappelijke naam van de soort werd als Sesia nigrifrons in 1911 gepubliceerd door Ferdinand Le Cerf.

## Kenmerken
De spanwijdte bedraagt 9 tot 18 mm. 
De rupsen leven 1 jaar in de wortel en de stengel van sint-janskruid en enkele andere hertshooisoorten. De vlinders vliegen van mei tot juli.

## Verspreidingsgebied
De soort komt voor in het Palearctisch gebied.